# Winkelhaid (gemeindefreies Gebiet)

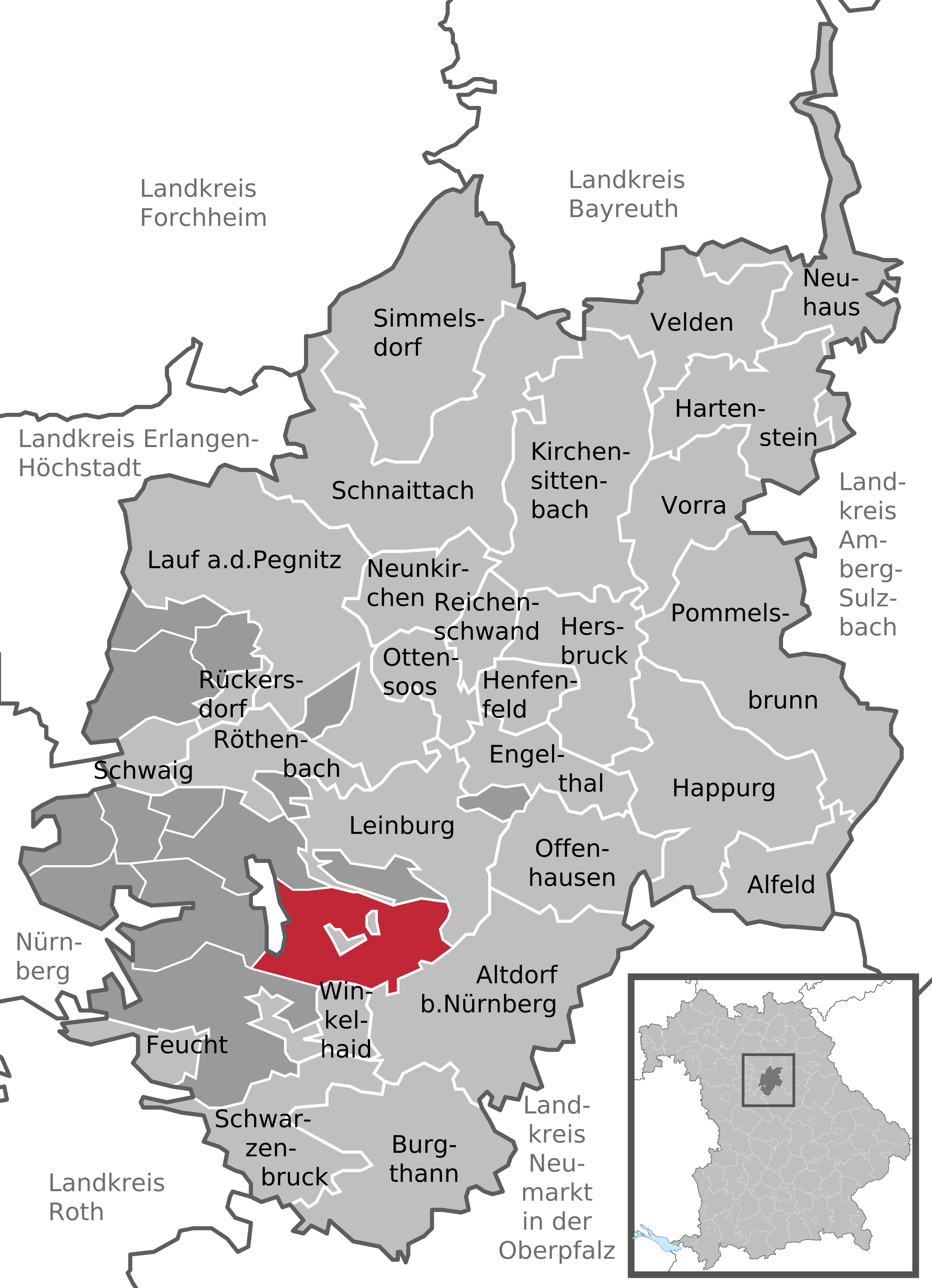
Lage des gemeindefreien Gebietes Winkelhaid im Landkreis Nürnberger Land

Das gemeindefreie Gebiet Winkelhaid liegt im mittelfränkischen Landkreis Nürnberger Land und liegt in der Gemarkung Winkelhaid.
Der 18,44 km² große Staatsforst ist der nördlich von Winkelhaid, östlich des Nürnberger Gemeindeteiles Brunn und rund um den Winkelhaider Gemeindeteil Ungelstetten gelegene Teil des Lorenzer Reichswaldes. Die Autobahnen A 3 und A 6 verlaufen durch das Gebiet und bilden zwischen Ungelstetten und Winkelhaid das Autobahnkreuz Altdorf. Am östlichen Rand des Gebietes liegt die Anschlussstelle Altdorf/Leinburg.
Im Areal befinden sich acht Exklaven, die zur Gemeinde Winkelhaid gehören.
Ein namenloser Berg nördlich von Moosbach (49° 24′ 16,16″ N, 11° 15′ 54,5″ O) ist mit 434 m ü. NHN die höchste Erhebung.

## Gewässer
Durch den Forst zieht sich eines der schönsten Flusslandschaften im Nürnberger Land, das Tal des Röthenbaches mit seinen zahlreichen Zuflüssen, wie dem Ludergraben oder dem Haidelbach.
Zwischen Ungelstetten und Moosbach befindet sich die kleine Schichtquelle Kalter Brunnen (49° 24′ 23,98″ N, 11° 17′ 7,91″ O).

## Schutzgebiete

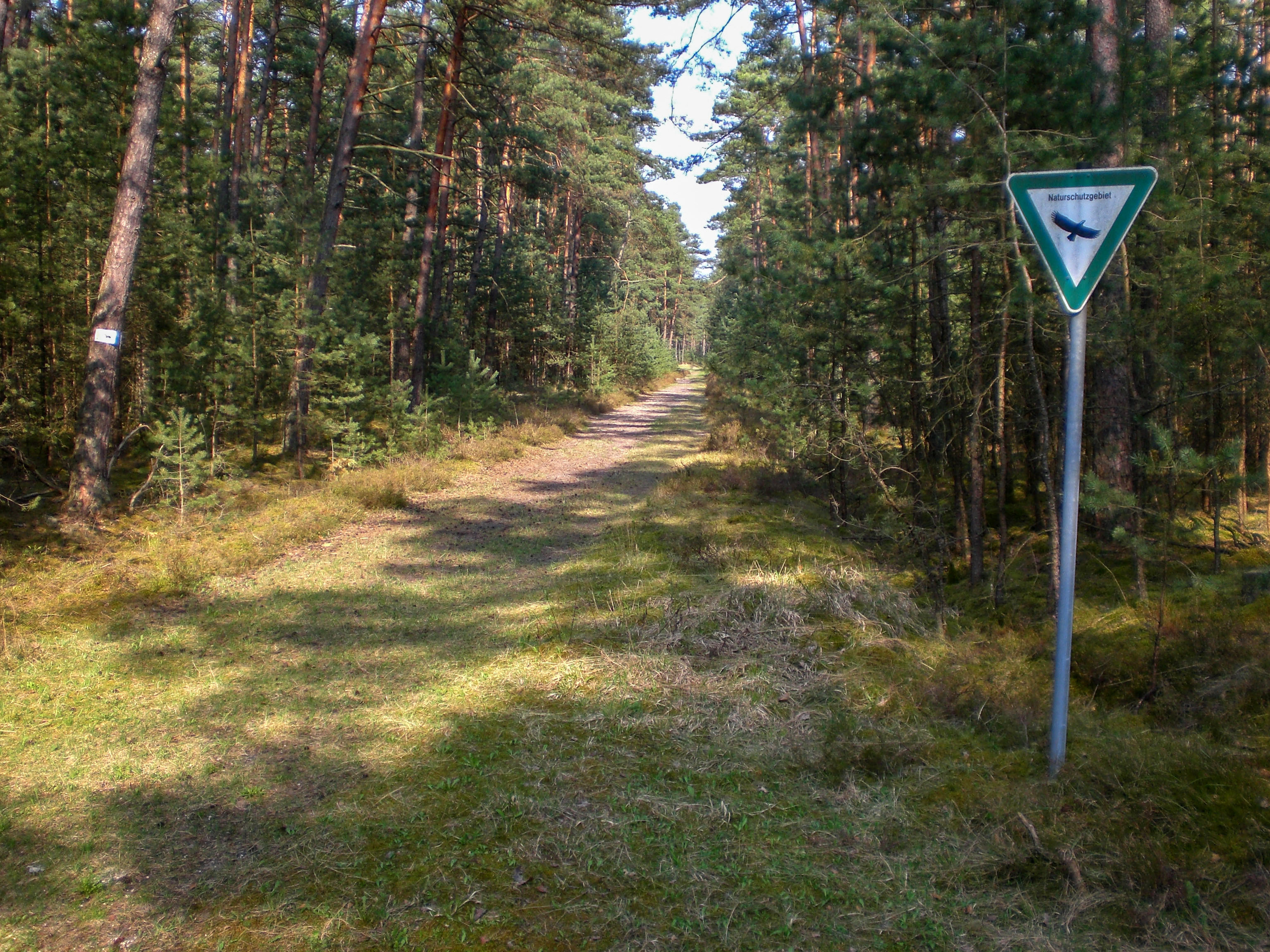
NSG Flechten-Kiefernwälder südlich Leinburg

Ein Großteil ist Bestandteil des EU-Vogelschutzgebietes-Gebiets Nürnberger Reichswald. Im Norden liegt ein großer Teil des Naturschutzgebietes Flechten-Kiefernwälder südlich Leinburg.

### Naturdenkmäler
- Die Rumpelbachschlucht (Röthenbachklamm), eine Sandsteinschlucht die auch als Geotop ausgewiesen ist. (49° 24′ 19,12″ N, 11° 20′ 0,53″ O)
- Die Napoleoneiche, eine Eiche mit einem Brusthöhenumfang von 6,80 m (2014).[5] (49° 24′ 20,84″ N, 11° 17′ 23,82″ O)
- Der Obere Egelsee, ein Waldtümpel nahe der Autobahn A6 (49° 24′ 39,7″ N, 11° 20′ 42,2″ O)
- Die Eichengruppe beim Unteren Egelsee (49° 24′ 59,69″ N, 11° 20′ 46,03″ O)

## Sehenswertes
Das Gebiet wird durchzogen von einigen Rad- und Wanderwegen. So durchquert auch der Fränkische Dünenweg das Gebiet.

### Sühnekreuze
- Das Zimmermannskreuz ein Sühnekreuz zwischen Ungelstetten und Moosbach. Der Überlieferung nach, soll hier in der Nähe 1605 ein Zimmermann totgeschlagen worden sein (49° 24′ 22,43″ N, 11° 16′ 53,04″ O)[6]
- Ein Sühnekreuz bei Röthenbach. Der Sage nach sollen hier Offiziere des Dreißigjährigen Krieges begraben liegen.  (49° 24′ 4,93″ N, 11° 19′ 25,61″ O)[7]

### Sonstiges
- Die Rote Marter, eine hölzerne Säule zwischen Ungelstetten und Moosbach (49° 24′ 22,18″ N, 11° 17′ 6,22″ O)
- Die Totenmarter bei Weißenbrunn, ein Marterl des Totenweges von Weissenbrunn zum Friedhof nach Altdorf[8]
- Ein Teil der Gefütterterten Grabens bei Ungelstetten, ein Überrest eines im Mittelalter unternommenen und dann eingestellten Kanalprojektes (49° 25′ 29,17″ N, 11° 16′ 11,24″ O)
- Forstreviergrenzstein bei Birnthon, am westlichen Rand des gemeindefreien Gebietes an einer Forststraßenkreuzung (49° 24′ 24,12″ N, 11° 15′ 31,5″ O). Hier sind Fischbach, Feucht und Ungelstetten abgegrenzt.

## Bildergalerie

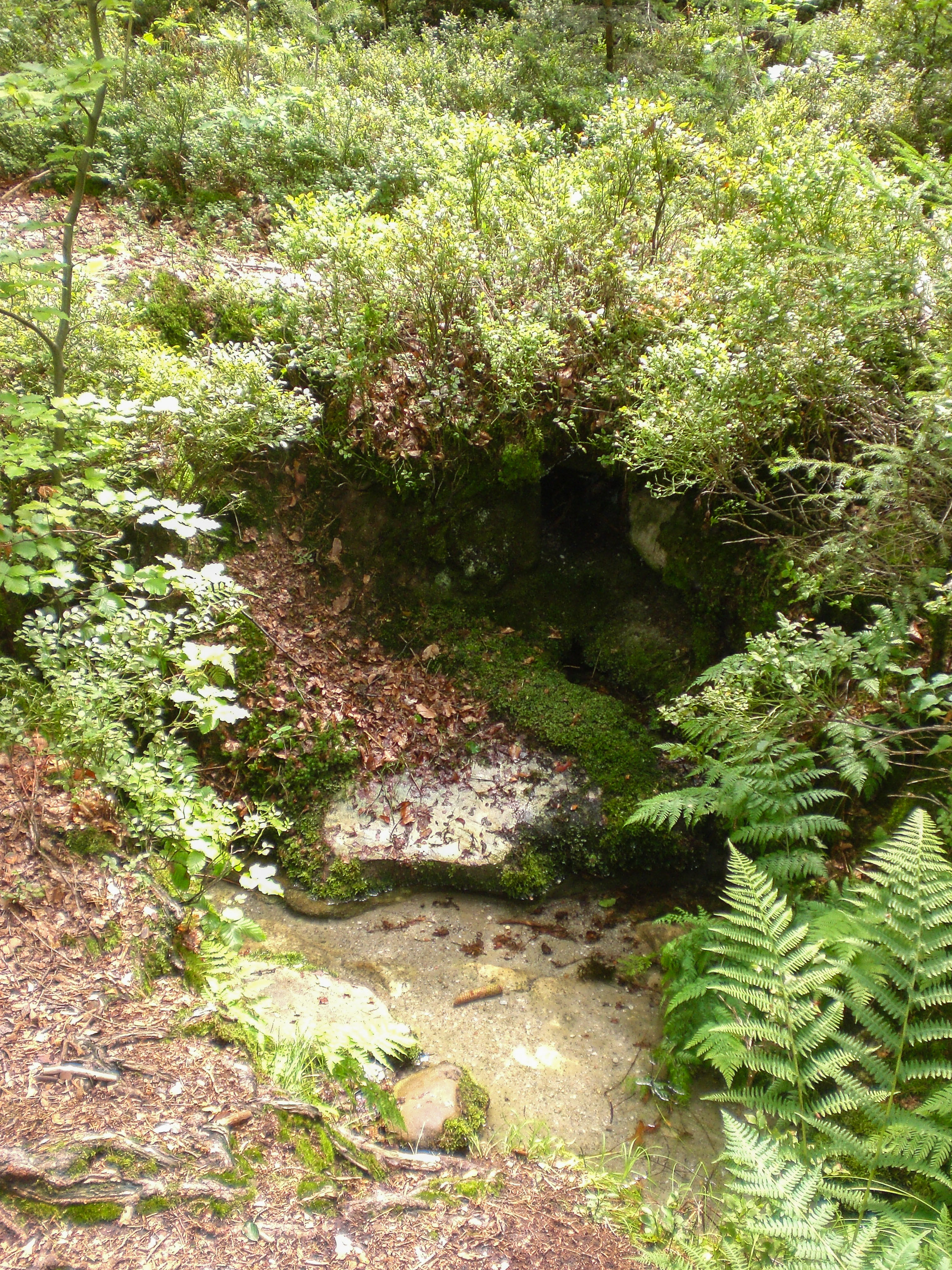
Schichtquelle Kalter Brunnen
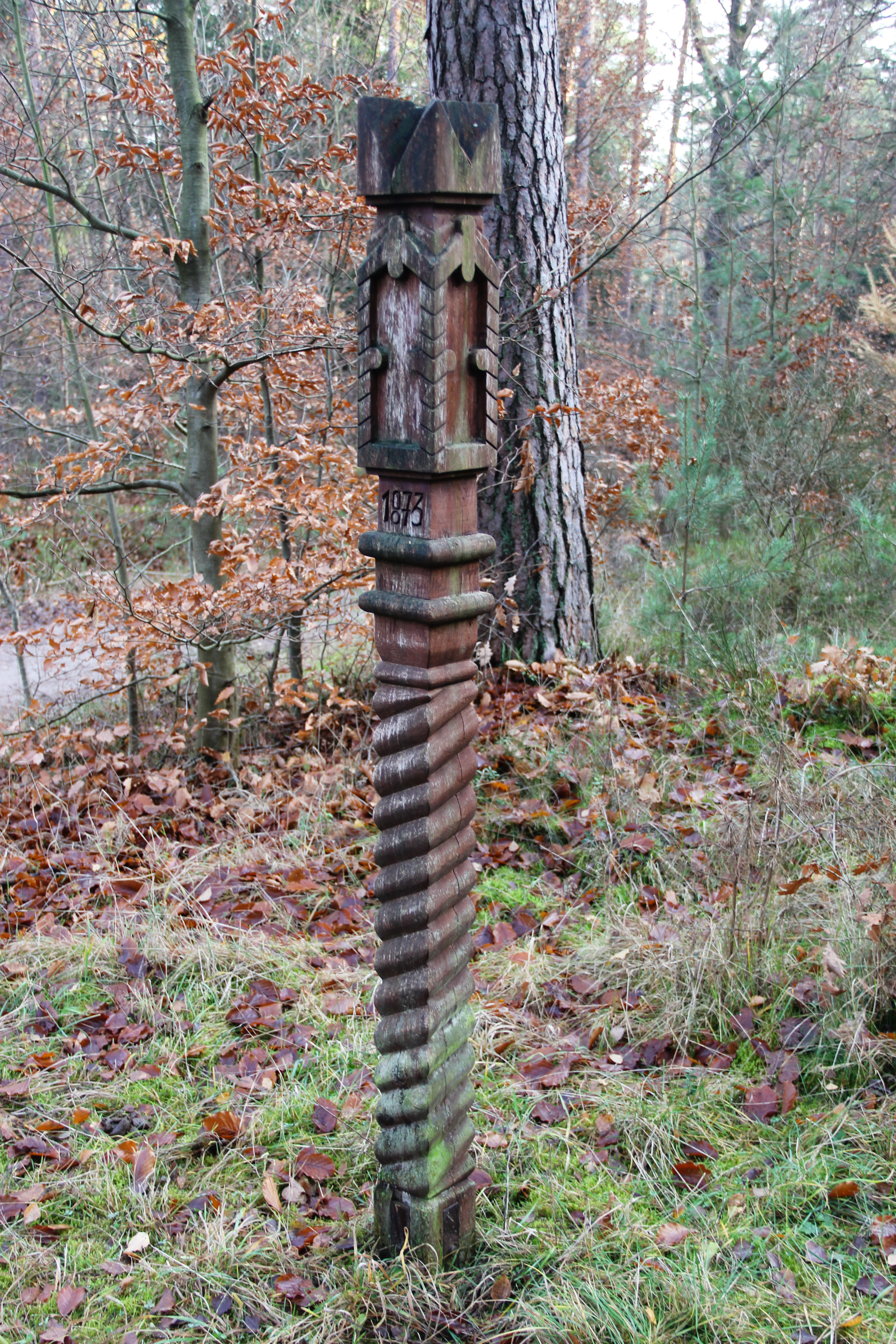
Rote Marter zwischen Ungelstetten und Moosbach
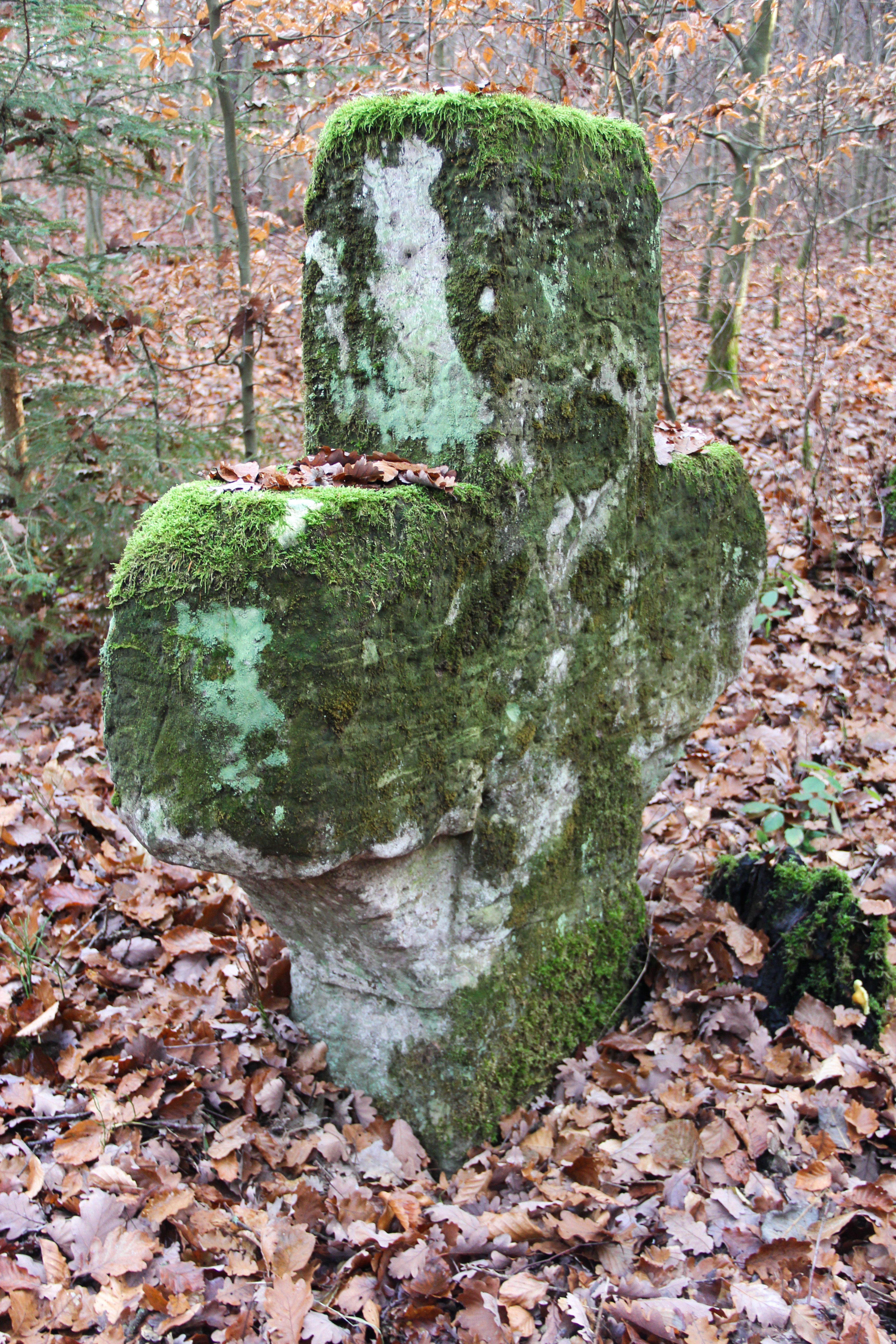
Zimmermannskreuz
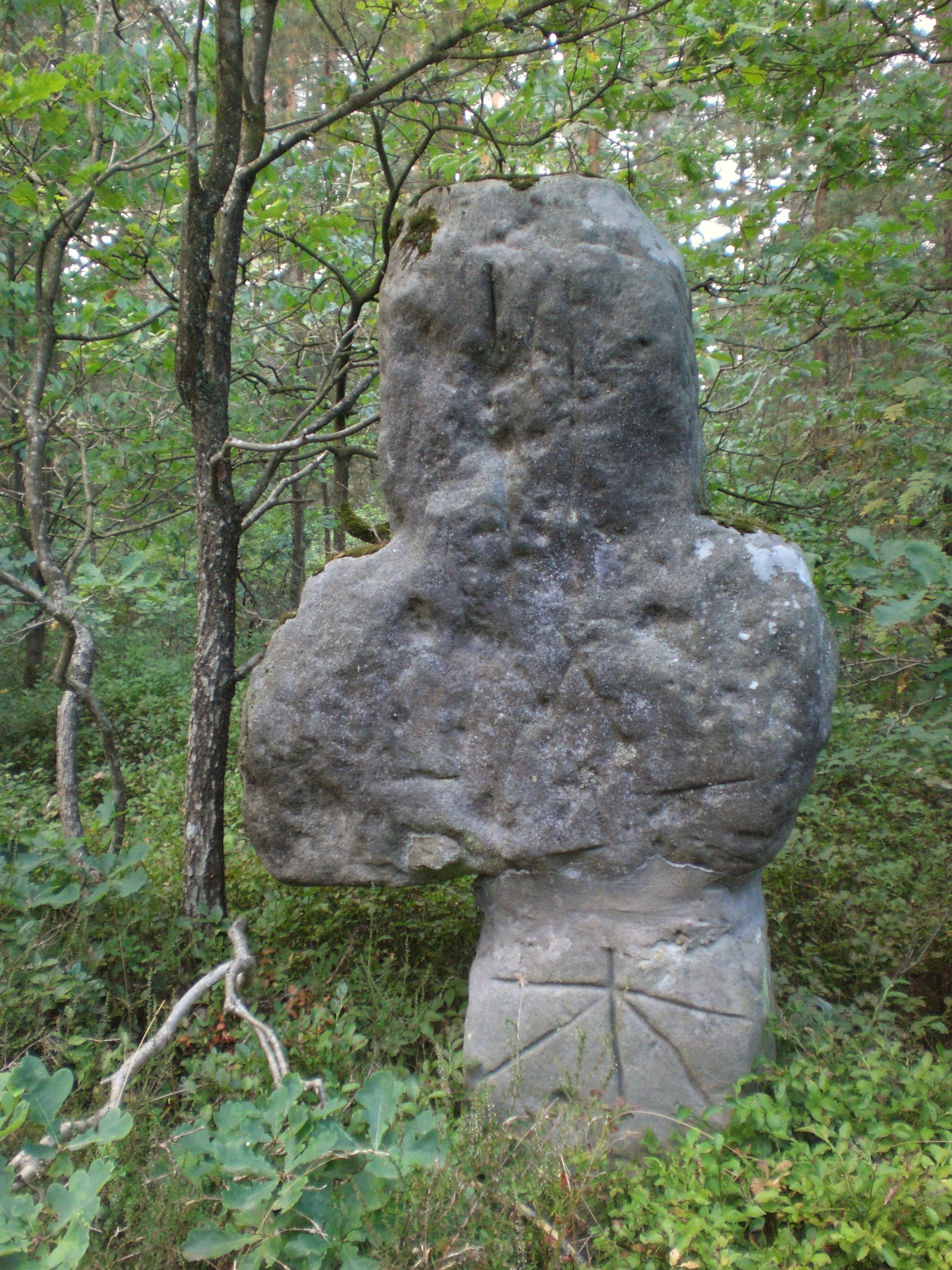
Sühnekreuz nahe Röthenbach bei Altdorf
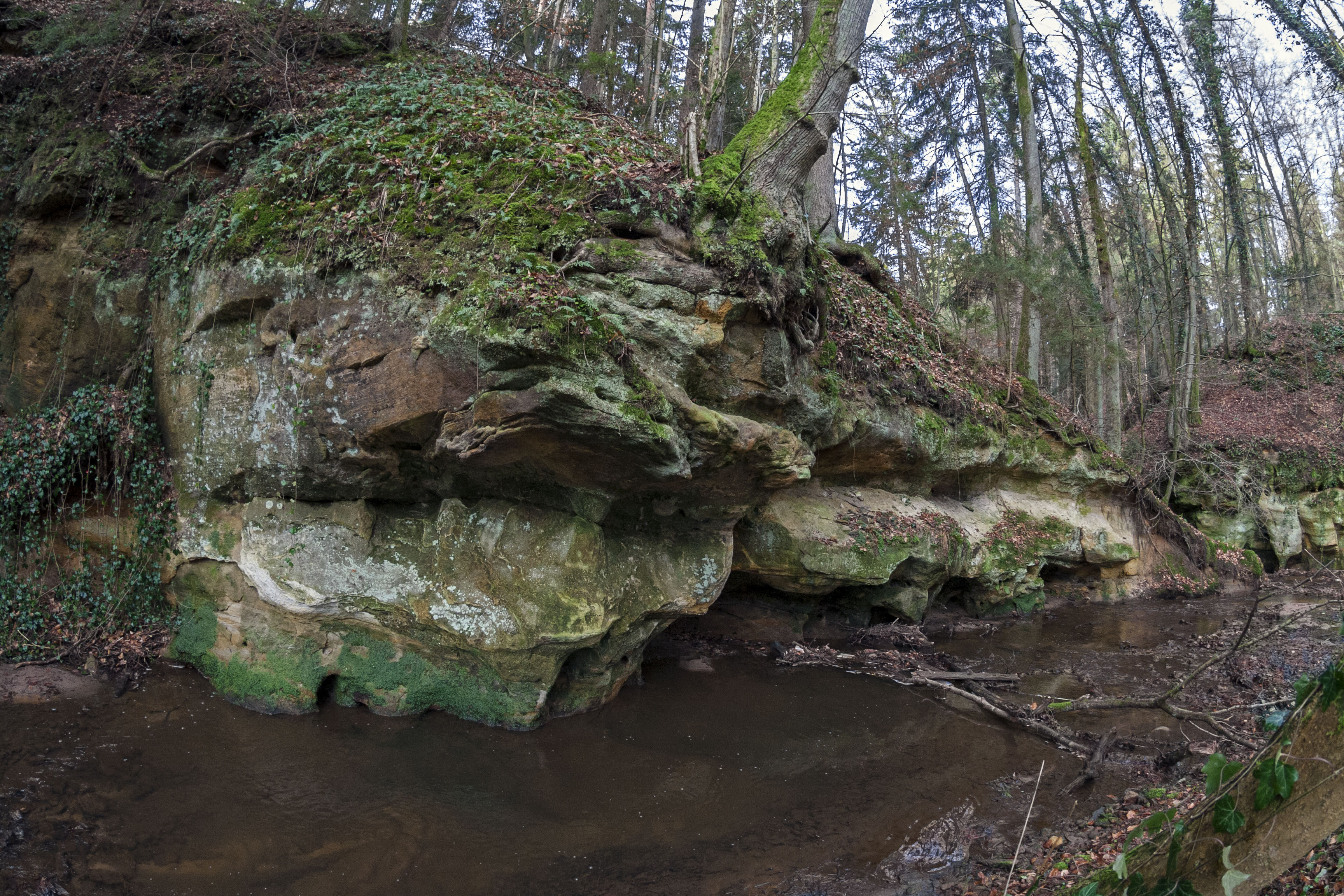
Röthenbachklamm
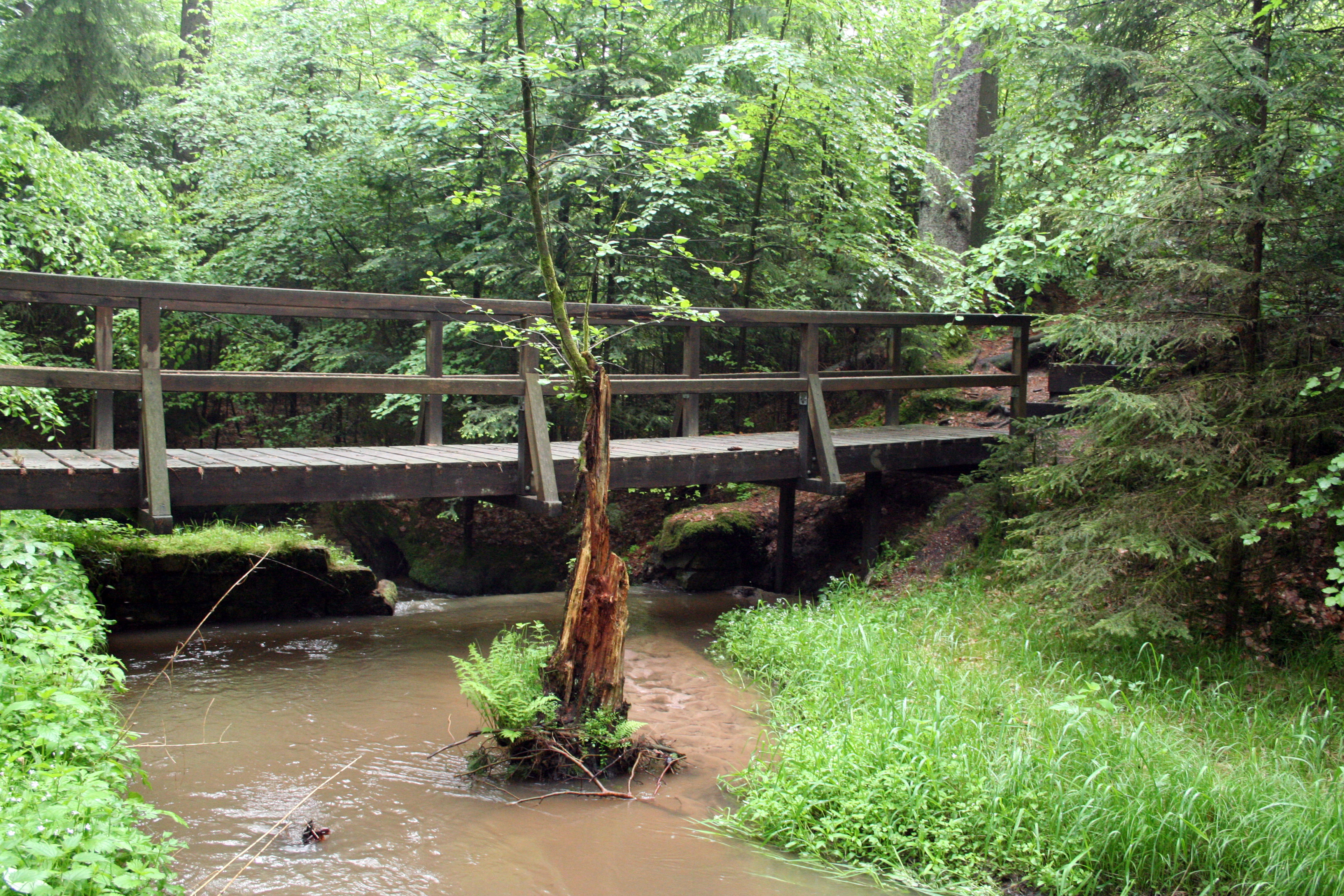
Röthenbach nahe Ungelstetten
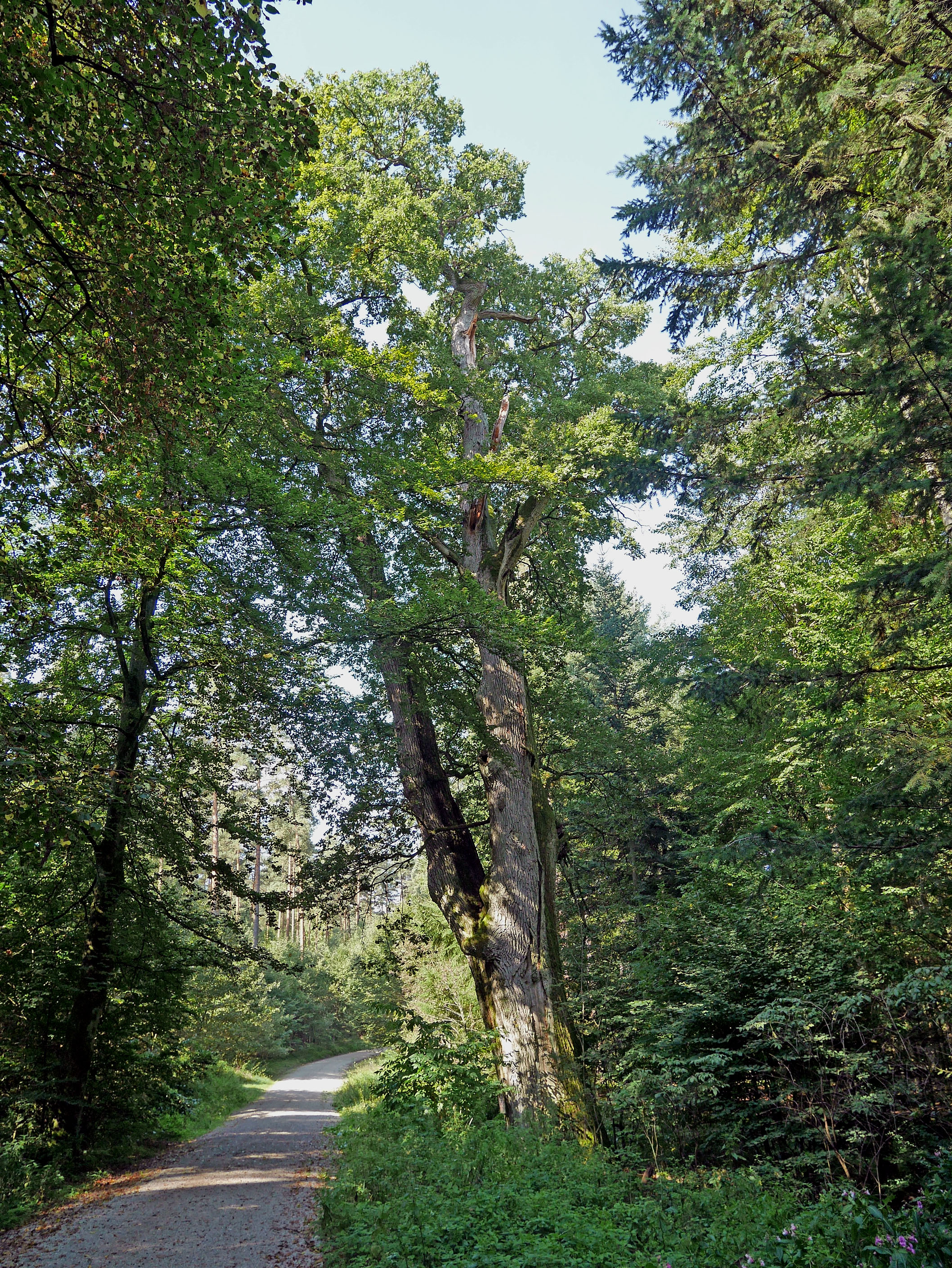
Napoleoneiche
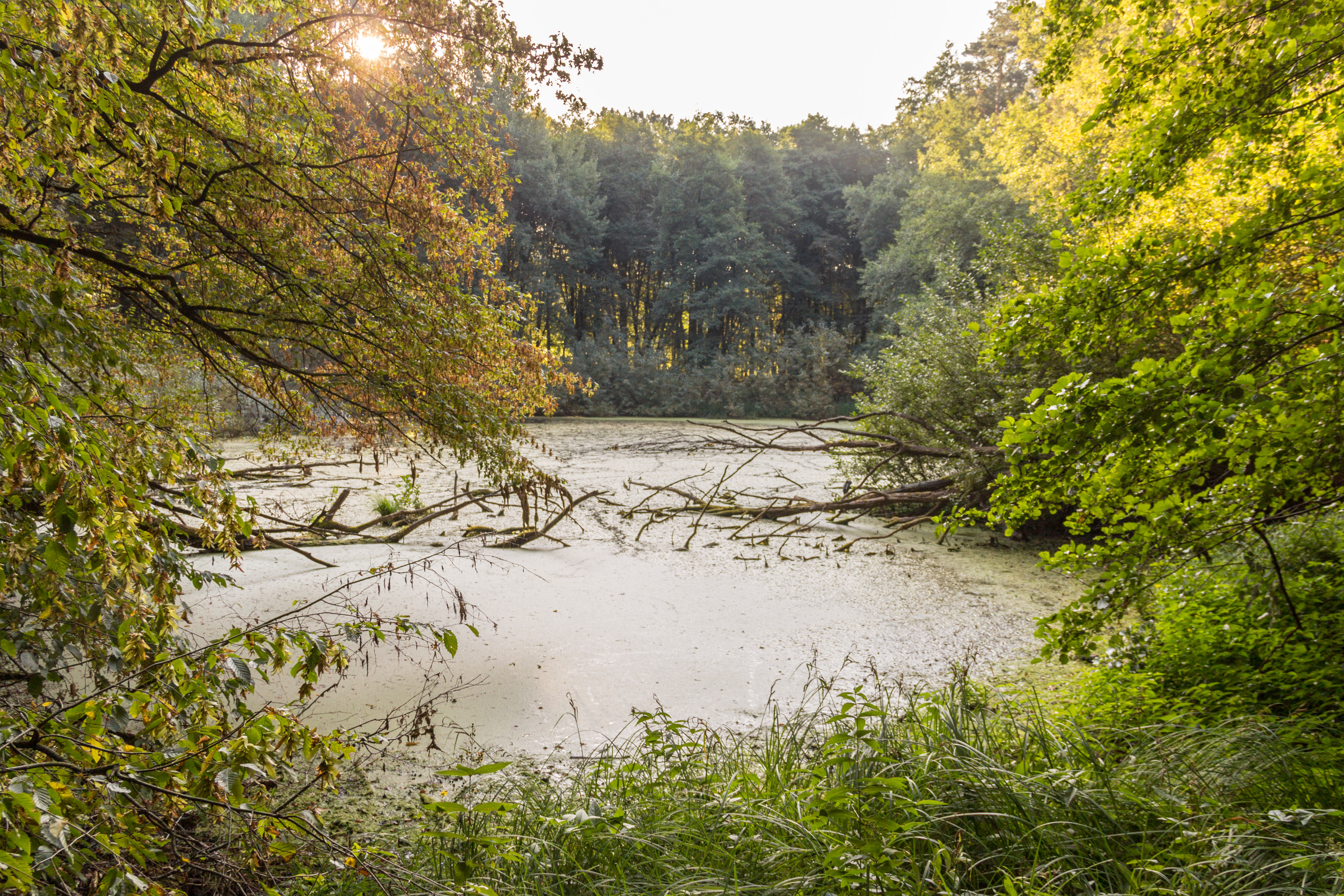
Oberer Egelsee
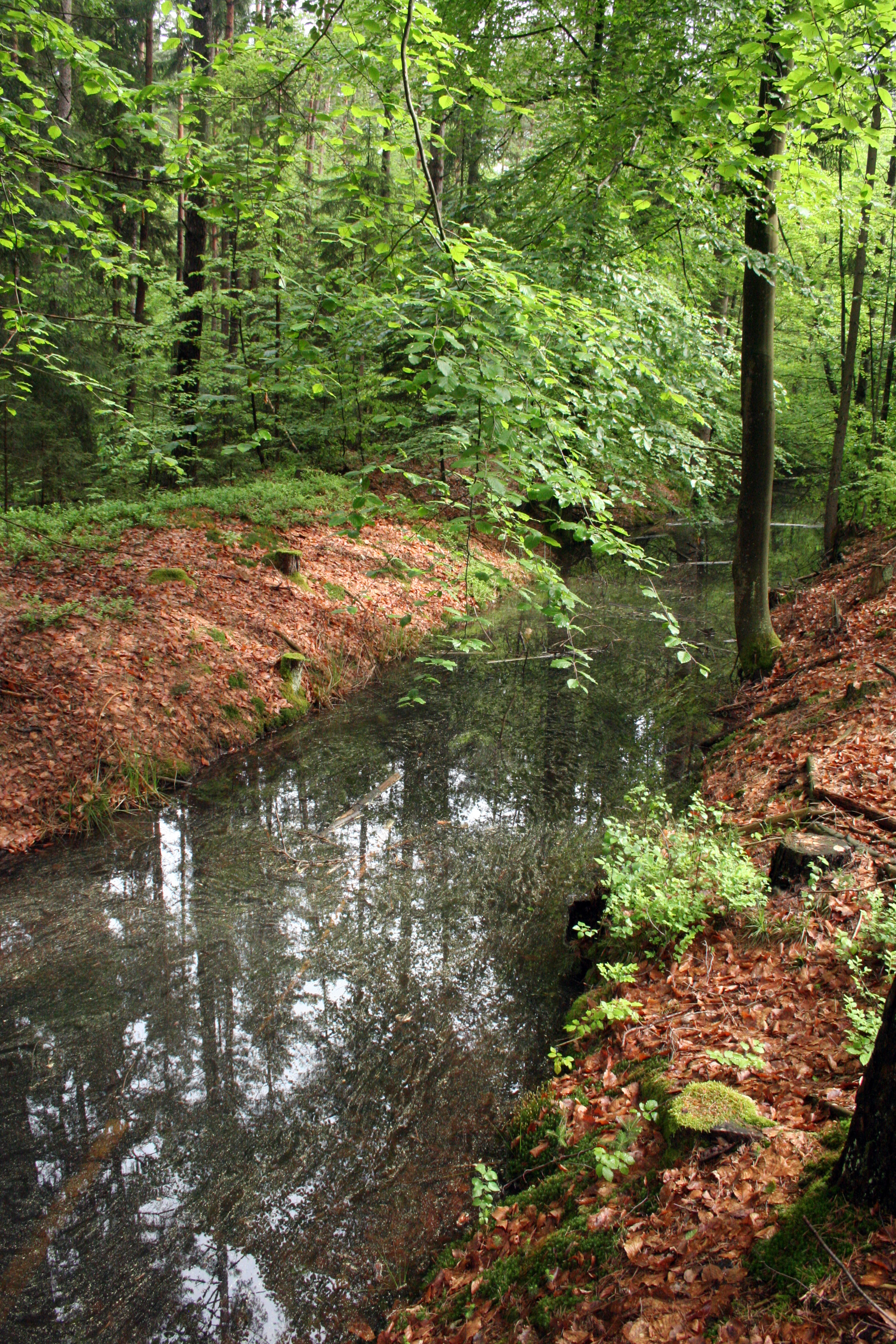
Der Gefütterte Graben
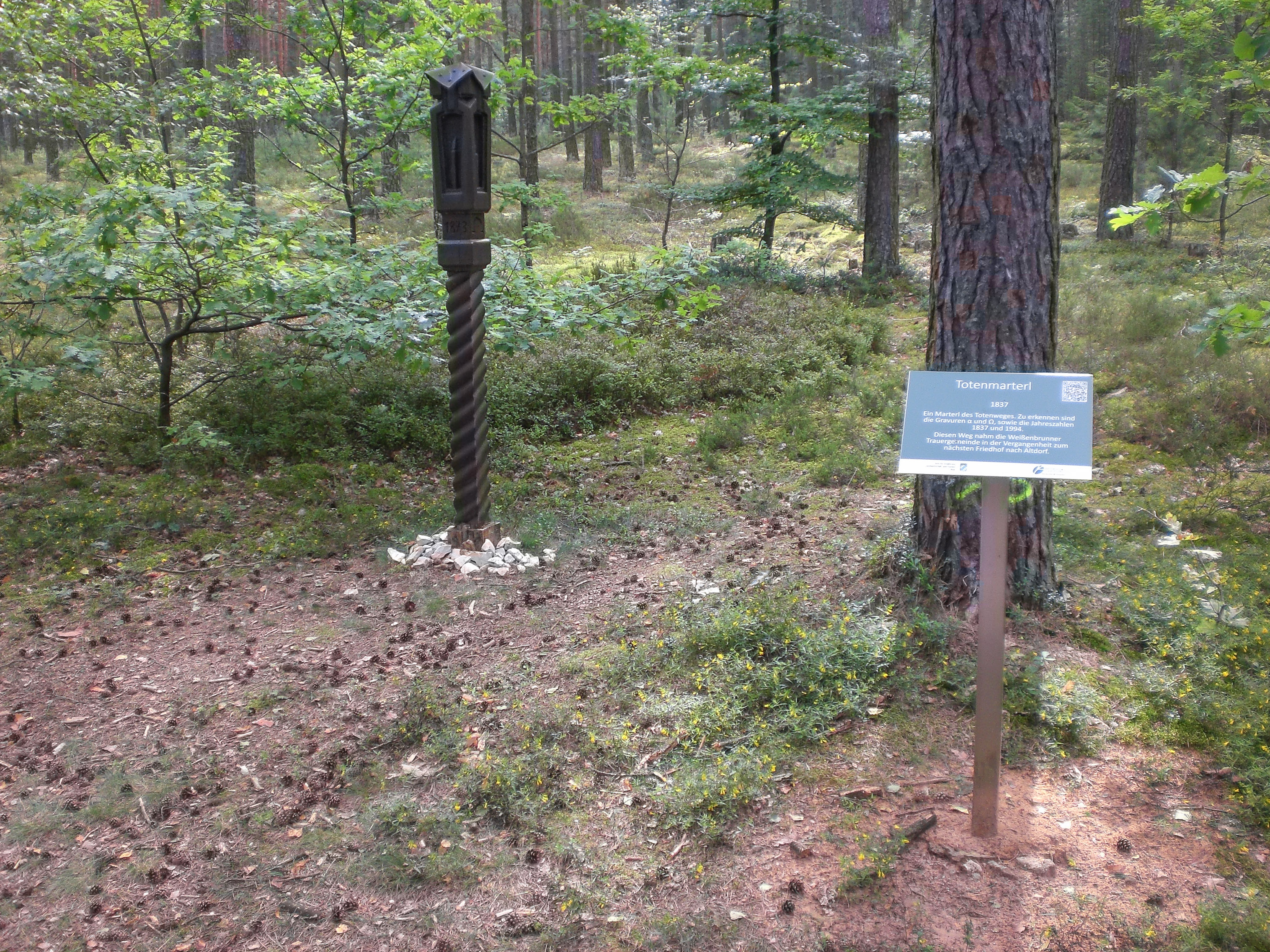
Totenmaterl bei Weissenbrunn